# Бета тест (психологија)
Бета тест је први групни невербални тест интелигенције који је конструисан у САД за време Првог светског рата, када је за потребе армије требало испитати велики број људи који су били неписмени и полуписмени или припадници етничких група којима енглески није матерњи језик. Ревидирани Бета тест се и данас користи у случају када се врши селекција међу припадницима мање образованих група.